# 趙牧
趙牧（?—?），唐朝詩人。
早年有俊才，负奇节，惜屢試不中，放浪人間。能作詩，多效法李賀，可謂“蹙金結繡，而無痕跡”。餘事不詳。今僅存《對酒》詩一首。